# 2 février 1922
Le jeudi 2 février 1922 est le 33e jour de l'année 1922.

## Naissances
- André David (mort le 5 juin 2007), compositeur français
- Georges Pierquin, auteur français
- Henri Govard (mort le 22 octobre 1975), joueur de football belge
- Jeanette Vogelbacher (morte le 10 novembre 2018), gymnaste artistique française
- José Juncosa (mort le 31 octobre 2003), joueur de football espagnol
- Matsuzawa Yutaka (mort le 15 octobre 2006), peintre japonais
- Robert Chef d’Hôtel, athlète français spécialiste du 800 mètres
- Rui Campos (mort le 2 janvier 2002), joueur de football brésilien
- Stepan Bakhaïev (mort le 5 juillet 1995), pilote de chasse soviétique, as de la Seconde Guerre mondiale et de la guerre de Corée

## Décès
- Henri Pouctal (né le 21 octobre 1860), acteur de théâtre, metteur en scène de cinéma
- Horace Ayraud-Degeorge (né le 7 juillet 1850), journaliste français
- Raphaël Viau (né le 15 juillet 1862), journaliste français

## Événements
- Début du conclave de 1922
- Sortie du roman Ulysse de James Joyce